# Condotta forestale marsicana
La Condotta forestale marsicana configurò il primo caso, in Italia, di consorzio forestale.

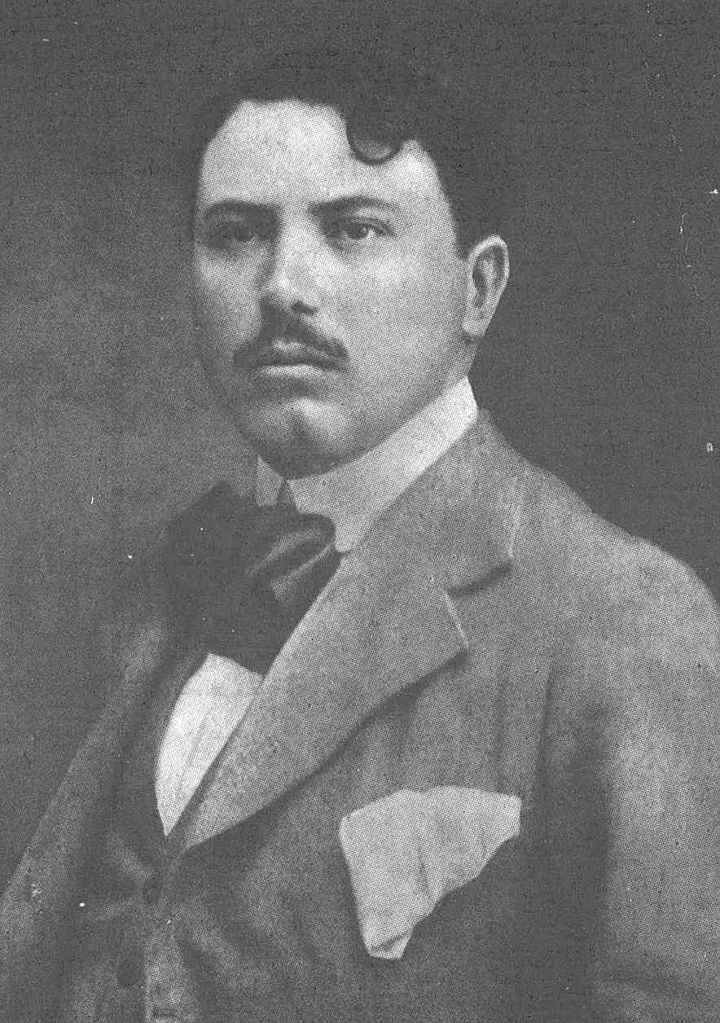
Ritratto di Erminio Sipari, promotore e presidente del consorzio.

Fu costituita a Pescasseroli (AQ), in Abruzzo, l'11 ottobre 1922, con lo scopo di affidare il governo e la gestione tecnica dei boschi e dei pascoli, comunque appartenenti o comunque in possesso degli Enti consorziati, ad apposito personale tecnico, al fine di meglio conservarli e migliorarli, compiendo tutte le operazioni necessarie alla loro razionale e regolare utilizzazione.

## Descrizione
Detto consorzio fu promosso e patrocinato, sulla base di un apposito decreto-Legge, dall'Ente autonomo del Parco nazionale d'Abruzzo, con la partecipazione, oltre che dello stesso ente, dei comuni marsicani di Pescasseroli, Opi, Villavallelonga, Gioia dei Marsi, Lecce nei Marsi e Bisegna, rispettivamente rappresentati dalle seguenti autorità:
- Erminio Sipari (presidente)
- Isidoro Tudini
- don Alessandro Ursitti (segretario)
- Nicola Lippa
- Alessandro Simonicca
- Olindo Sinibaldi
- Saverio D'Arcangelo.

La gestione e gli interessi del consorzio, a norma dell'art. 7 dello statuto, erano affidati a un comitato esecutivo, composto da un rappresentante di ognuno degli enti sopra citati, che ne doveva curare la vigilanza, provvedendo anche a nomine, attribuzioni, determinazioni e riparti delle spese correlate. Il personale tecnico della condotta era stipendiato in concorso dallo Stato, dai comuni interessati e dall'ente gestore del parco nazionale, che forniva gratuitamente locali e uffici.
In seguito all'emanazione del Decreto 3267/1923, voluto da Arrigo Serpieri, il consorzio per la condotta deliberò un nuovo Statuto (13 luglio 1924), integrando i propri scopi con l'affidamento della sorveglianza ad un corpo di guardie da esso dipendente (art. 2).
La direzione tecnica, in base al nuovo statuto (art. 9), era affidata, tramite chiamata o concorso pubblico, a persona in possesso del titolo di abilitazione professionale rilasciato dal Regio Istituto Superiore Forestale Nazionale.
Il direttore, in particolare, aveva il compito di compilare piani di gestione, effettuare martellate di piante, rilievi e misurazioni, progetti di miglioramento di pascoli montani, di sistemazioni idraulico-forestali di bacini montani, di rimboschimenti, nonché di assegnare usi civici. Il primo direttore tecnico della condotta fu Alfredo Dall'Agata, sostituito, previo licenziamento nel novembre 1923, da Carlo Paolucci, peraltro primo direttore del parco nazionale d'Abruzzo.
La condotta rimase in vigore fino al 1933.